# Hesperophanoschema
Hesperophanoschema is een kevergeslacht uit de familie van de boktorren (Cerambycidae). De wetenschappelijke naam van het geslacht werd voor het eerst geldig gepubliceerd in 1970 door Zajciw.

## Soorten
Hesperophanoschema is monotypisch en omvat slechts de volgende soort:
- Hesperophanoschema hirsutum Zajciw, 1970